# Hamelin (bande dessinée)
Pour les articles homonymes, voir Hamelin.
Hamelin est un album « one shot » d'André Houot (scénario et dessin) et de Jocelyne Charrance (couleurs) édité en 2011 par Glénat dans la collection Grafica. Cet album reprend en 46 planches la légende allemande Der Rattenfänger von Hameln (L'Attrapeur de rats de Hameln) reprise sous le même titre par les frères Grimm.

## Scénario
L'histoire de l'Attrapeur de rats de Hameln est connue comme légende allemande du XIIIe siècle et popularisée par les frères Grimm. La ville de Hameln est envahie par les rats et la municipalité fait appel à un dératiseur qui demande une forte somme d'argent pour débarrasser la ville des rats qui l'infestent. Une fois les rats charmés par la flûte du dératiseur et noyés dans la Weser, il est chassé de la ville sans être payé. Il reviendra quelque temps plus tard pour charmer de la même façon tous les enfants de la ville pour les faire disparaître dans une mine abandonnée. Seuls deux enfants y réchapperont : Éva, trop belle pour être honnête aux yeux des autres femmes de la ville et que les villageois avaient enchaînée au carcan sur la place publique ; Helmut, jeune frère infirme d'Albéric amoureux d’Éva, qui ne pouvait pas suivre les autres enfants sous le charme.
L'histoire nous est contée sous forme de flash back par Helmut lui-même, fort avancé en âge, qui accompagné d'Éva va de villes en villages « pour mettre en garde les jeunes afin qu'ils se méfient de parents défaillants, de pères incompétents … On humilie souvent l'artiste, simplement pour avoir osé (…) en quelques phrases réalistes proclamer fort la vérité(…) Qu'il soit question de rats (…) ou de stupidité (…) le fléau, il faudra autant l'éradiquer. » et un bourgeois de dire «  en voilà, une bien vilaine morale à dire à nos enfants !!! » et Helmut de conclure « Tu vois, ma pauvre Éva (…) notre tâche est loin d'être terminée... »

## Accueil critique
Le dessin d'André Houot et les couleurs de Jocelyne Charrance sont salués par la critique comme étant « pointilleux et rigoureux [...] fait penser à François Bourgeon [et] enchante aussi par la diversité des points de vue et des cadrages […] bref on serait bien rat de ne pas y voir un très bel album ! ». « Ses encrages sont d'un niveau de détail extrême et ses planches demeurent néanmoins parfaitement équilibrées. Houot ne ménage pas sa peine pour illustrer le style architectural médiéval germanique, les maisons à colombages, les plans larges, vertigineux et panoramiques, les animations de foule détaillées et précises ».